# Fleckerl (dança)
O fleckerl (do alemão vienense "pequeno ponto") é um passo de dança, comumente encontrado na valsa vienense; ao contrário dos giros naturais e reversas, o fleckerl não se movimenta para frente ao longo da pista de dança, mas gira no lugar/local.
Fleckerls são dançados no sentido horário ou anti-horário (natural ou reverso), e a forma básica dura seis passos (dois compassos de três notas). O líder cruza o pé na frente nos passos 1 e 3, enquanto cruza atrás no passo 5 e para o lado nos 2, 4 e 6, criando o padrão: (1) frente, (2) lado, (3) frente, (4) lado, (5) atrás, (6) lado. O seguidor dança o mesmo padrão, mas compensado por uma barra: (1) lado, (2) atrás, (3) lado, (4) frente, (5) lado, (6) frente.
É normal que um casal se desloque para o centro da pista antes de executar o fleckerl, pois isso significa que os outros dançarinos não precisam fazer manobras de evasão. (que na valsa vienense, se movem continuamente pela pista com velocidade).